# Zhang Guotao
Zhang Guotao (xinès simplificat: 张国焘, pinyin: Zhāng Guótāo; Pingxiang, Jiangxi, 26 de novembre de 1897 - Scarborough, Ontario, 3 de desembre de 1979) va ser una destacada figura del Partit Comunista de la Xina durant els anys 20 i 30 del segle passat, adversari irreconciliable de la facció encapçalada per Mao Zedong.

## Biografia

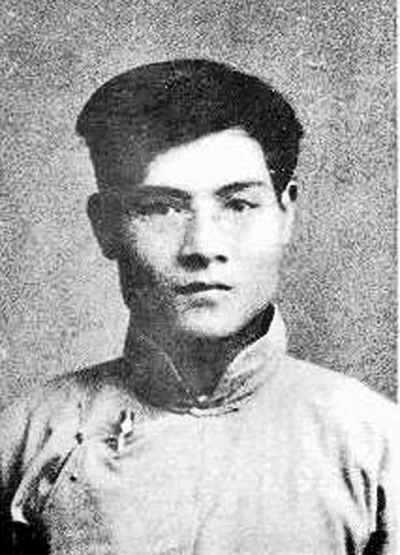
Zhang Guotao de jove (foto anterior al 1927)

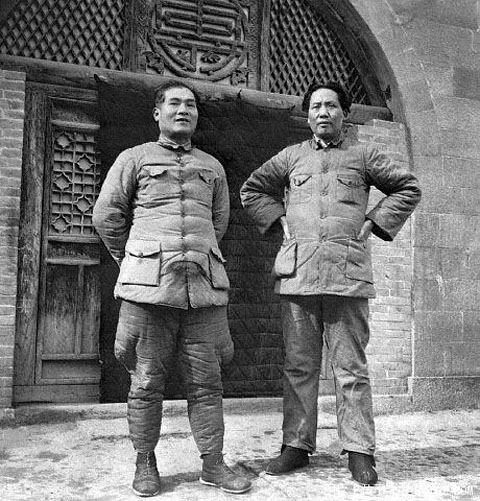
Zhang Guotao i Mao Zedong a Yan'an (1937)

Va estudiar a la Universitat de Beijing, De jove va participar en les protestes protagonitzades pels estudiants indignats per les condicions imposades a la Xina pel Tractat de Versalles (1919) que marginava a la Xina que s'havia aliat en la Primera Guerra Mundial als qui van ser els vencedors en el conflicte i lliurava al Japó territoris de la Xina; també s'afegí al Moviment del Quatre de Maig que accentuarà, a partir del 1919, les reformes que s'estaven duent a terme. En la seva radicalització ideològica, inicialment, es trobava proper a l'anarquisme però, influenciat per la revolució russa dels bolxevics va adoptar el marxisme.
Fou un dels fundadors del Partit Comunista de la Xina (1921), ocupant càrrecs importants en aquesta organització. Va tenir un paper destacat en l'Aixecament de Nanchang (1927) durant el qual s'enfrontaren, amb les armes, els comunistes i el Kuomintang (KMT). Es va veure obligat juntament altres revolucionaris a fugir. Guotao i altres líders van anar a la URSS per evitar la repressió nacionalista. Allà va estudiar i contactà amb la Kominern. L'any 1931 torna al seu país i torna a tenir responsabilitats en zones sota control comunista. Amb la pressió de les forces de Chiang Kai-shek s'inicia la Llarga Marxa en la qual esclaten les desavinences entre Guotao i Mao Zedong. El desafiament va significar la marginació de Guotao, que, finalment abandonà el partit el 1938. Ingressà al KMT però sense ocupar cap càrrec important, dedicant-se a l'estudi del Partit Comunista. Amb la derrota de Chiang Kai-shek va dirigir-se a Hong Kong i, finalment, va retirar-se a Toronto (Canadà), on es va convertir al cristianisme poc abans de la seva mort el 1979.